# Lorens Pasch den yngre
Lorens Pasch den yngre, född 6 juni 1733 i Stockholm, död 29 april 1805 i Stockholm, var en svensk konstnär, professor  och direktör vid Konstakademien från 1773.
Lorens Pasch den yngre var son till konstnären Lorens Pasch den äldre och Anna Helena Beckman, bror till konstnärerna Ulrika Pasch och Hedvig Lovisa Pasch och brorson till konstnären och dekorationsmålaren Johan Pasch. Han invaldes tillsammans med sin syster i Konstakademien 1773. Lorens Pasch den yngre var ogift.

## Biografi
Lorens Pasch var lärjunge till sin far, och begav sig 1752 till Köpenhamn, där han studerade under Carl Gustaf Pilo samt vid akademin under Jacques Saly och Johann Martin Preisler. Han fortsatte sina studier i Paris 1757-64 under Alexander Roslin, Jean-Baptiste Marie Pierre, Jean-Baptiste-Henri Deshayes och François Boucher vid akademin, samt vistades 1765-66 i Flandern, Haag och Tyskland innan han 1766 kom till Stockholm. 1768 övertog Pasch teckningsundervisningen vid Konstakademin, blev 1773 professor och 1793 direktör för akademin. Pasch var vid sidan av Per Krafft den äldre den mest ansedde i Sverige verksamme porträttmålaren under den gustavianska tiden och fick genom sin lärargärning stort inflytande för konstutvecklingen i Sverige. Pasch finns representerad vid bland annat Uppsala universitetsbibliotek, Göteborgs konstmuseum, Norrköpings konstmuseum och Nationalmuseum i Stockholm.

## Målningar
- Adolf Fredrik, helfigursporträtt på Gripsholms slott
- Adolf Fredrik, bröstbilder på Nyköpings slott och Gripsholm
- Gustaf III, porträtt på Gripsholm
- Hertig Karl och hertiginnan Hedvig Elisabeth Charlotta, privat ägo
- Dansande barn
- J. T. Sergel, på Konstakademin i Stockholm
- Gustaf IV Adolf, på Gripsholm
- Lovisa Ulrika av Preussen, porträtt på Rosersbergs slott och Gripsholm

## Verk i urval

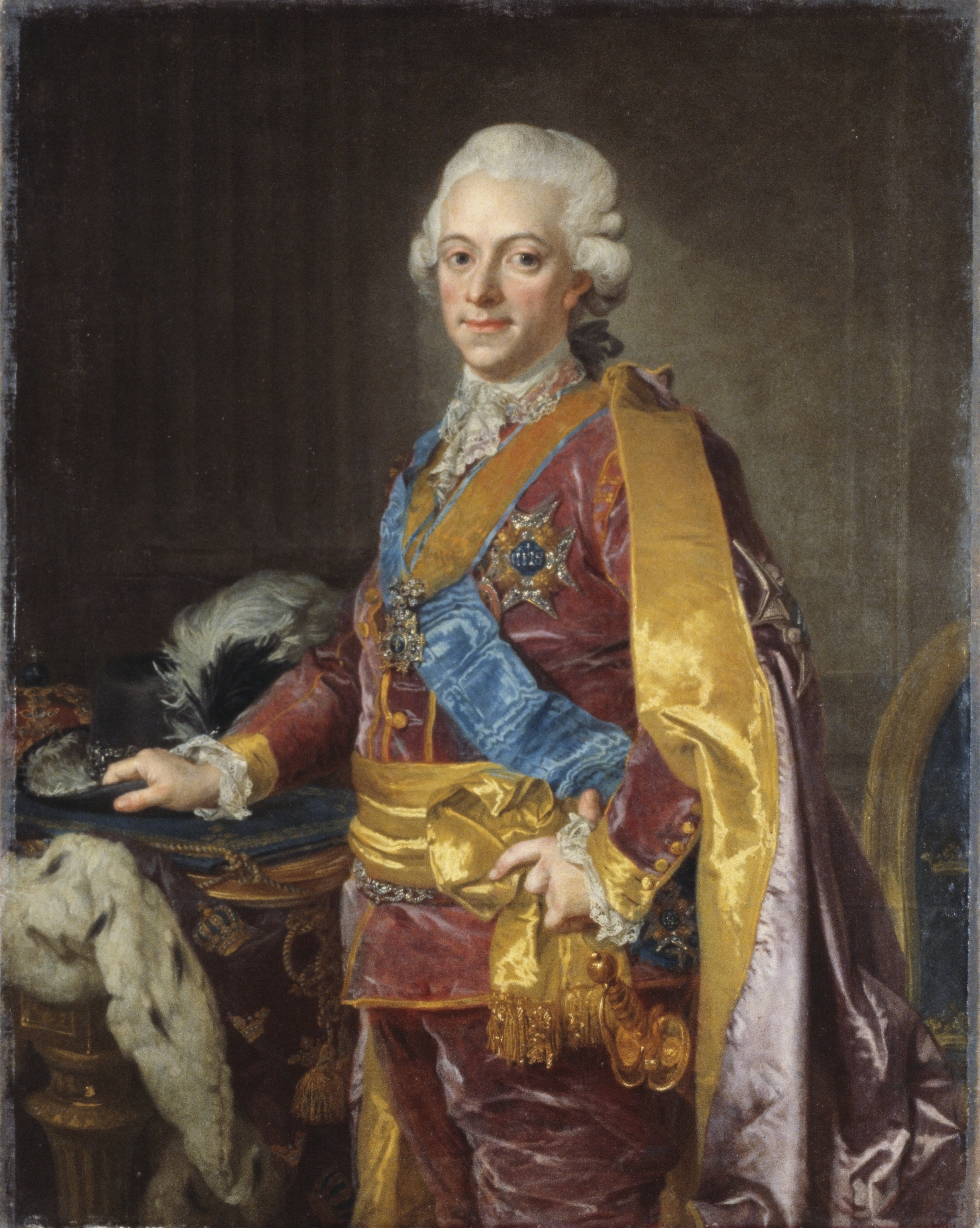
Gustav III
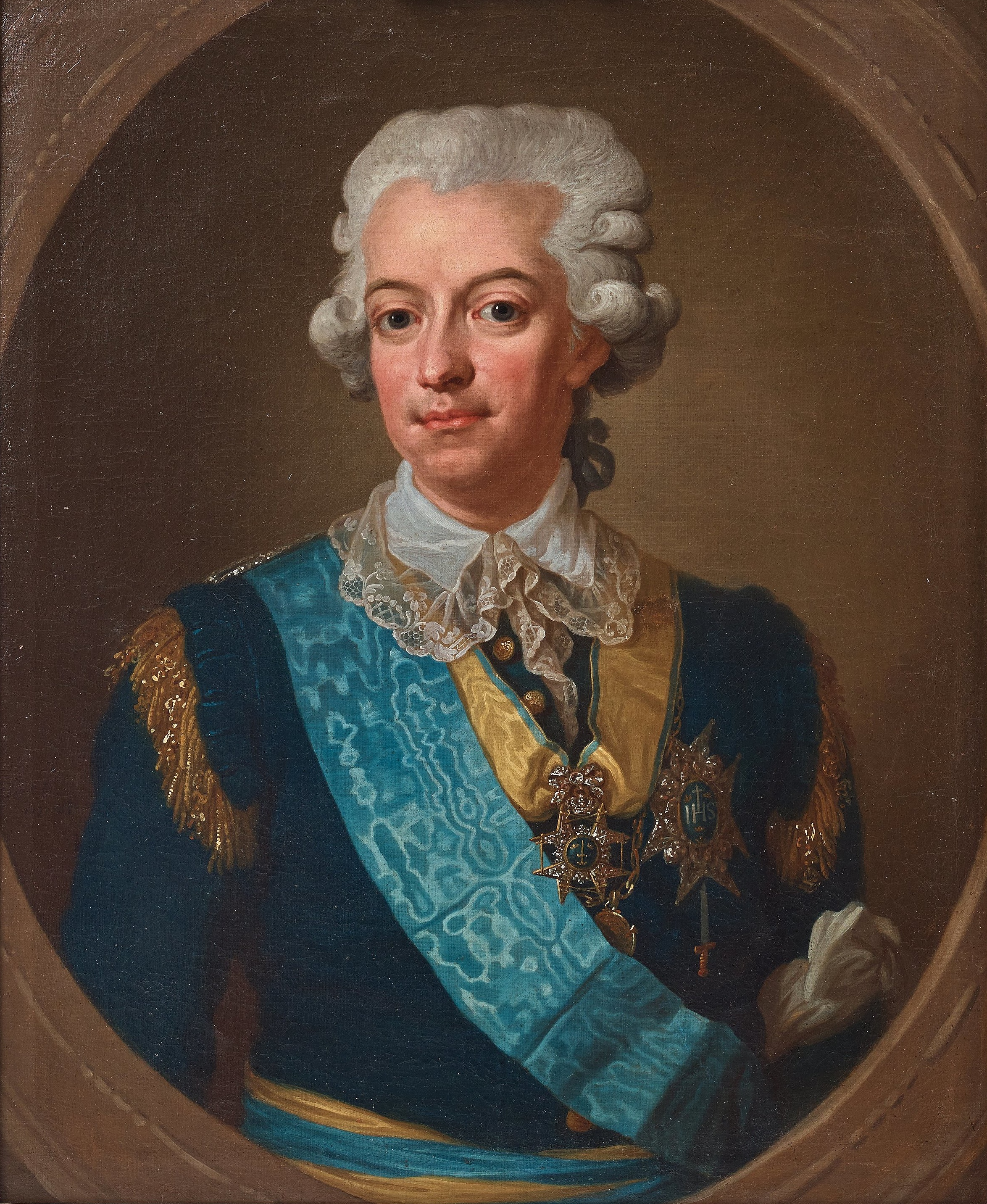
Gustav III 1791, efter Gustav III:s ryska krig
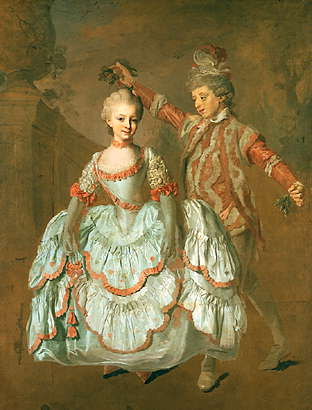
Dansande barn
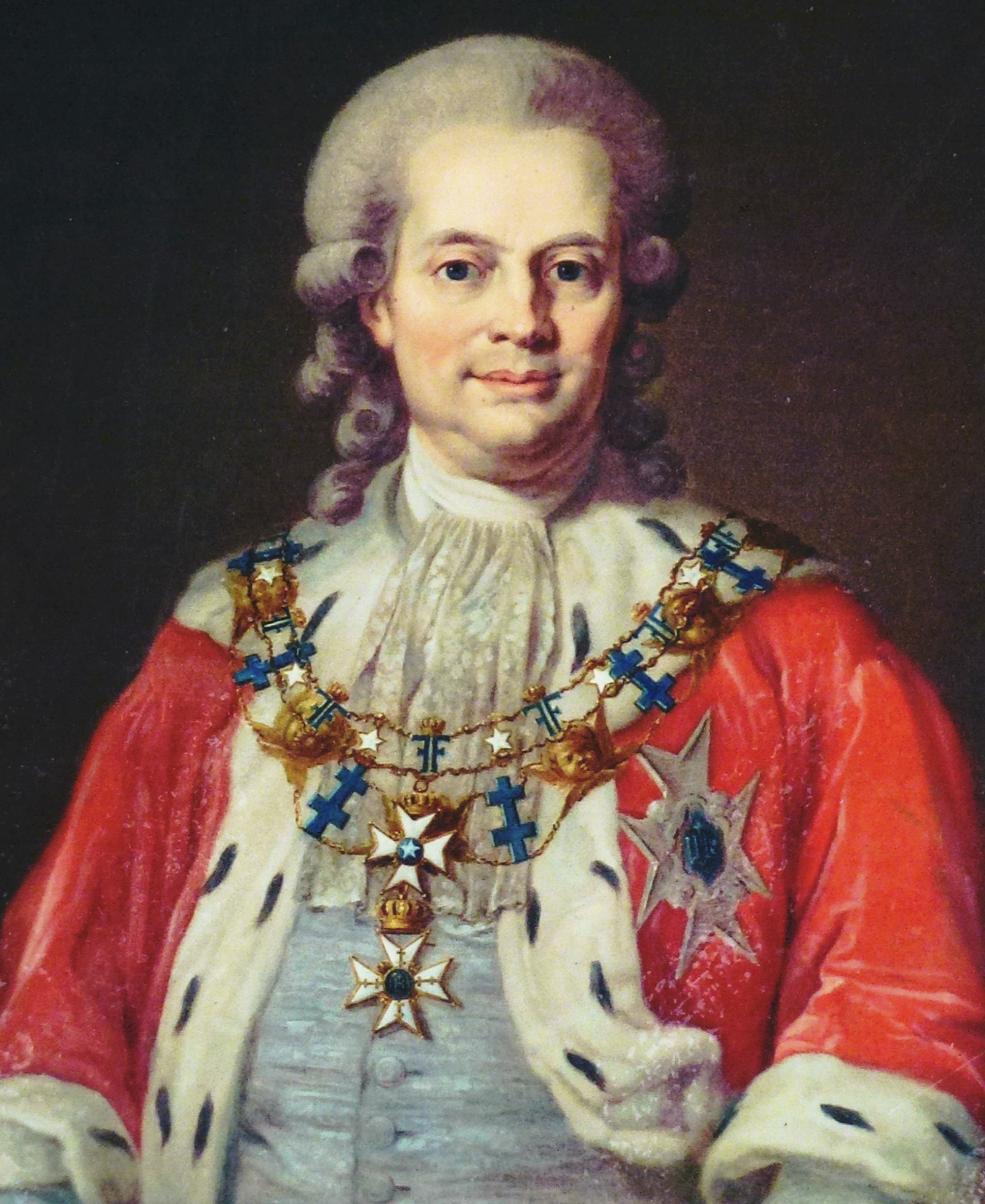
Johan Liljencrantz
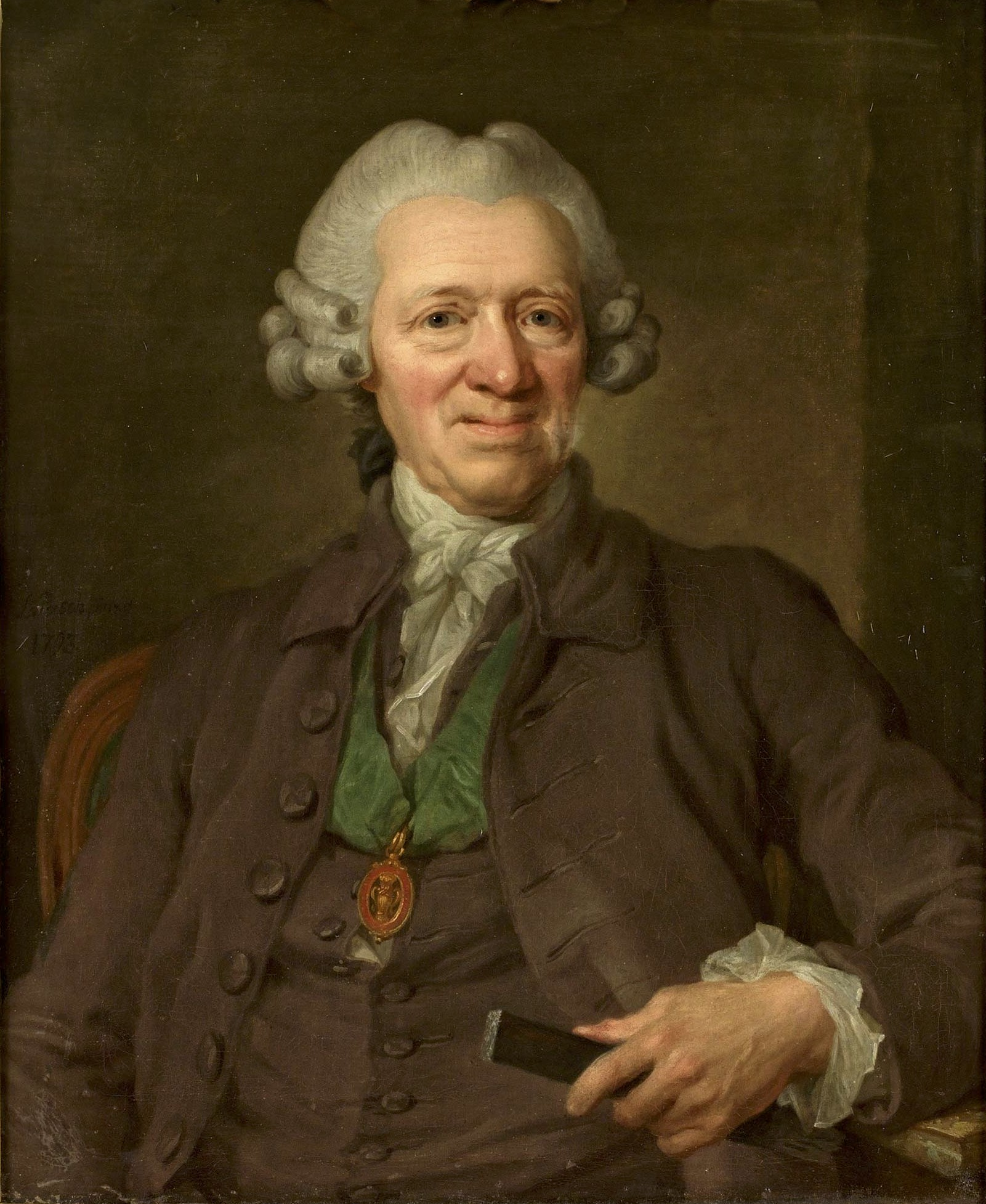
Jacob Ramsell
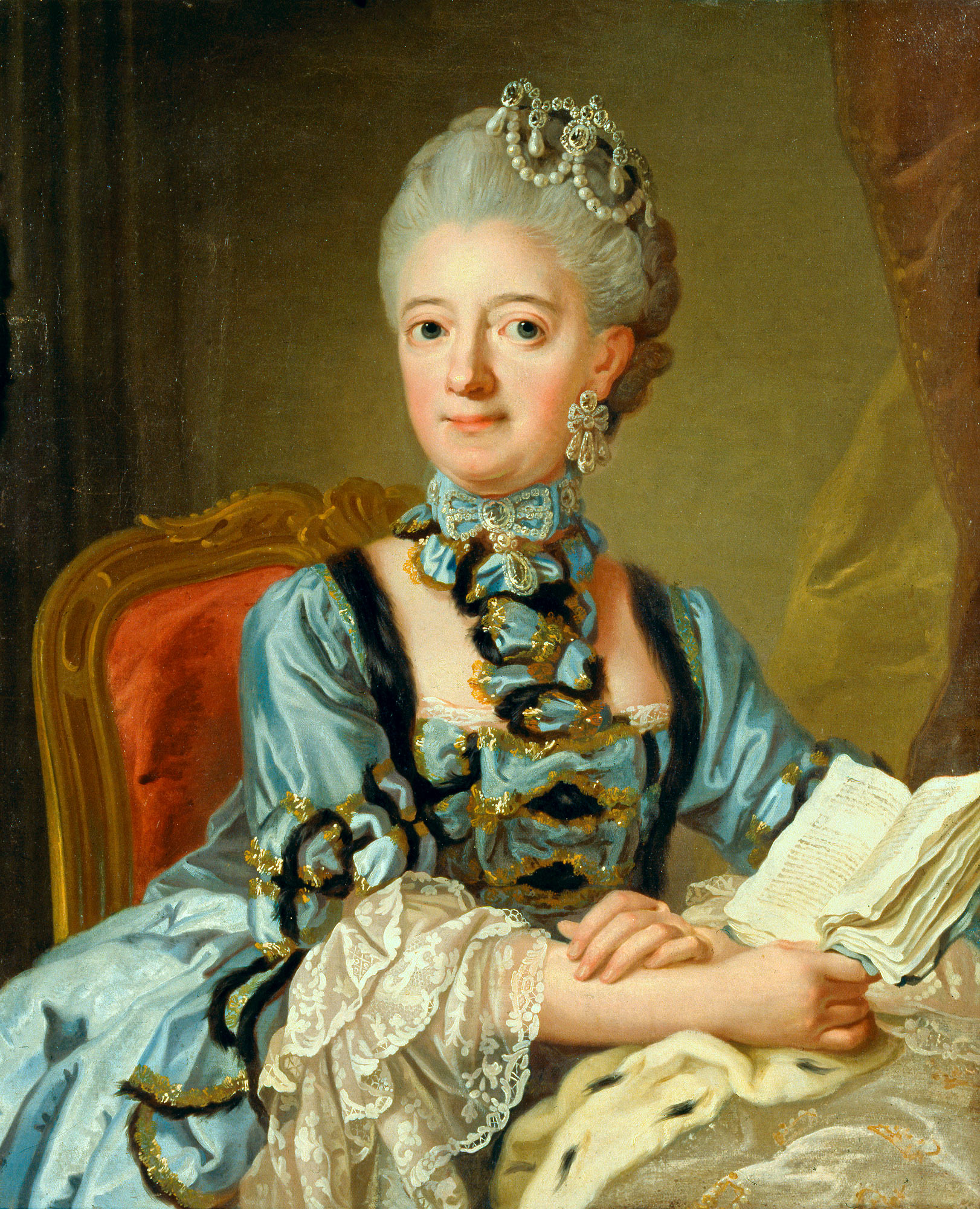
Lovisa Ulrika av Preussen